# マトロタージュ
マトロタージュ（仏: matelotage）とは、海賊の黄金時代にバッカニアなどの海賊が、他の海賊との間で結んでいたシビル・ユニオンの一種。17世紀のドミニコ会員、ジャン＝バティスト・デュ・テルトルの記述によれば、マトロタージュを結んだ海賊は、その相手にとっての「マトロ」 « matelots » という関係になるとされる。

## 概要
フランス語における « matelotage » という言葉は、 “seamanship” を意味する。一般的に “seamanship” とは、船の操縦に必要な技術、知識、および能力などの操船術のことであるが、海賊におけるシビル・ユニオンとしての「マトロタージュ」は、2人のうちの片方が死亡した場合などに、もう一方がその財産を受け継ぐことを規定する契約のことである。17世紀のバッカニアにして歴史家であるアレクサンドル・エスケメランによる記述などを根拠として、同性愛的または同性婚的な側面を持つ海賊特有の契約だと説明される場合もある。
マトロタージュを結んだ相手との関係性については、「寝床を共有している関係（ただし、見張り番のシフトに基づいて相手が決まるため、1つの寝床に同時に入るわけではない）」、「特に若いバッカニアが結ぶもので、明確に同性愛的な側面を持つ」など幅広い見解が存在する。